# Chrysopa intemerata
Chrysopa intemerata är en insektsart som beskrevs av Navás 1934. Chrysopa intemerata ingår i släktet Chrysopa och familjen guldögonsländor. Inga underarter finns listade i Catalogue of Life.